# Pseudocoris aurantiofasciata
Pseudocoris aurantiofasciata är en fiskart som beskrevs av Fourmanoir, 1971. Pseudocoris aurantiofasciata ingår i släktet Pseudocoris och familjen läppfiskar. IUCN kategoriserar arten globalt som livskraftig. Inga underarter finns listade i Catalogue of Life.